# Renato Carlos Martins Júnior
Renato Carlos Martins Júnior (* 14. Mai 1987 in São Vicente), auch bekannt als Renatinho, ist ein ehemaliger brasilianischer Fußballspieler.

## Karriere
Renatinho begann seine Karriere 2006 beim Erstligisten FC Santos. 2007 wurde er mit Santos Vizemeister der Campeonato Brasileiro Série A. 2008 unterschrieb er einen Vertrag beim uruguayischen Club Atlético Rentistas. 2008 wechselte er auf Leihbasis zum japanischen Erstligisten Kawasaki Frontale. Für den Verein bestritt er 56 Erstligaspiele und schoss dabei 21 Tore. 2008 und 2009 wurde er mit dem Verein Vizemeister der J1 League. 2009 erreichte er das Finale des J.League Cup. Anschließend wechselte er jede Saison den Verein. Von 2010 bis 2015 war er außerdem noch bei den Vereinen Portimonense SC (Portugal), AD São Caetano (Brasilien), Zhejiang Professional FC (China) und Chiangrai United (Thailand) unter Vertrag. 2016 wechselte er zum albanischen Erstligisten KF Skënderbeu Korça. Mit dem Verein wurde er 2015/16 albanischer Meister – Skënderbeu wurde aber von der UEFA wegen Spielabsprachen für mehrere Jahre gesperrt. Sommer 2016 wechselte er zum portugiesischen Zweitligisten Varzim SC. Danach spielte er bei AA Anapolina und Brasiliense FC.

## Erfolge
Santos
- Staatsmeisterschaft von São Paulo: 2006, 2007

KF Skënderbeu Korça
- Albanischer Meister: 2015/16